# Christian Lealiifano
Christian Leali'ifano (nascido em 24 de setembro de 1987), é um jogador profissional australiano de rúgbi. Ele é de descendência samoana e seu sobrenome é escrito Leali'ifano quando usa os diacríticos de Samoa. Ele atualmente joga pelo Brumbies no Super Rugby e pelo Toyota Jido Shokki na Liga Japonesa e sua posição usual é médio de abertura ou primeiro centro.  Em agosto de 2016, duas semanas depois que os Brumbies foram eliminados das finais do Super Rugby, Leali'ifano foi diagnosticado com leucemia. Ele voltou a jogar depois de receber um transplante de medula óssea e, em 2017, assinou por empréstimo pelo Ulster, que joga no Guinness Pro14.